# Konnevesi
Konnevesi è un comune finlandese di 2521 abitanti, situato nella regione della Finlandia Centrale.